# Franz Wilhelm Sieber
Franz Wilhelm Sieber (* 30. März 1789 in Prag; † 17. Dezember 1844 ebenda) war ein böhmischer, k. k. österreichischer Botaniker, Pflanzensammler und Forschungsreisender. Sein offizielles botanisches Autorenkürzel lautet „Sieber“.

## Leben
Nach dem Besuch eines Prager Gymnasiums von 1802 bis 1807 studierte Franz Sieber Bauwissenschaft und Ingenieurwesen. Nach drei Jahren brach er das Studium ab und wandte sich der Botanik zu. Ab 1811 entwickelte Sieber eine ausgeprägte Reisetätigkeit. Zunächst besuchte er Italien und Griechenland, von 1817 bis 1819 Kreta, Palästina und Ägypten. Von 1822 bis 1824 führte ihn eine zweijährige Weltumseglung nach Australien, Südafrika und Mauritius, wo er nicht nur eine umfangreiche Pflanzensammlung zusammentrug, sondern auch Tiere, Kunstobjekte und ethnografische Gegenstände nach Europa mitbrachte. Ältere Literaturangaben, nach denen Sieber auch in der Neuen Welt war, basieren auf einer Verwechslung mit dem Pflanzensammler Friedrich Wilhelm Sieber, der bereits 1801 für Johann Centurius von Hoffmannsegg in Brasilien tätig war. Abgesehen von Siebers eigenen Reisen engagierte er auch andere Sammler, insbesondere Franz Kohaut, der Forschungen auf den Antillen betrieb, Carl Theodor Hilsenberg und Wenceslas Bojer, die auf Mauritius und Réunion tätig waren, Michael Pfeiffer, der die Bucht von Kotor in Dalmatien bereiste, Franz Wrbna, der für Franz Sieber auf der Halbinsel Cayenne und auf Trinidad sammelte, sowie Carl Ludwig Philipp Zeyher, der botanische Expeditionen zum Kap der Guten Hoffnung unternahm.
Franz Sieber finanzierte viele Expeditionen durch das Werben von Käufern seiner Sammlungen. Darüber hinaus organisierte er Ausstellungen, wie beispielsweise ein „Ägyptisches Cabinett“, wofür er zwei Gulden als Eintrittspreis verlangte. Schließlich gelang es ihm, einen Großteil seiner Sammlungen, mit Ausnahme des botanischen Teils, für 6000 Gulden an die Bayerische Akademie der Wissenschaften zu veräußern. Seit 1820 gehörte er dieser Akademie als korrespondierendes Mitglied an.
Durch seine ausgedehnten Reisen geriet er jedoch auch immer wieder in finanzielle Not, die seine Stimmung drückte und dazu führte, dass sein Verhalten Behörden gegenüber immer beleidigender wurde.
1820 behauptete Sieber, ein Mittel gegen Tollwut entdeckt zu haben. Er erhoffte sich, mit der Veröffentlichung dieser Entdeckung neue Finanzierungsmittel zu verschaffen. Da ihm dies nicht gelang, trieb ihn diese immer wieder neu aufkeimende Idee zu Wahnvorstellungen. 1824 kehrte er von einem siebenmonatigen Aufenthalt in Australien zurück. Er lebte abwechselnd in Dresden und Leipzig, um seine umfangreichen Sammlungen und literarischen Aufzeichnungen zu ordnen. Nach einem Abstecher nach Paris und in die Dauphiné im Jahre 1830 verbrachte er die letzten 14 Jahre seines Lebens wegen geistiger Umnachtung in einem Prager Irrenhaus, wo er im Alter von 55 Jahren verstarb.

## Dedikationsnamen
Die Pflanzengattung Siebera J.Gay aus der Familie der Korbblütler (Asteraceae) und die Gattung Beriesa Steud. aus der Familie der Chenopodiaceae ist zu seinen Ehren benannt worden.
Daneben sind auch viele Taxa im Artrang nach Franz Wilhelm Sieber benannt worden, darunter Siebers Krokus (Crocus sieberi), die Dolomiten-Teufelskralle (Phyteuma sieberi), Luzula sieberi, Eucalyptus sieberi, Cheilanthes sieberi, Gelber Zylinderputzer (Callistemon sieberi), Limonium sieberi, Badula sieberi, Acacia sieberiana, Aristida sieberiana und Hosta sieberiana.

## Werke (Auswahl)

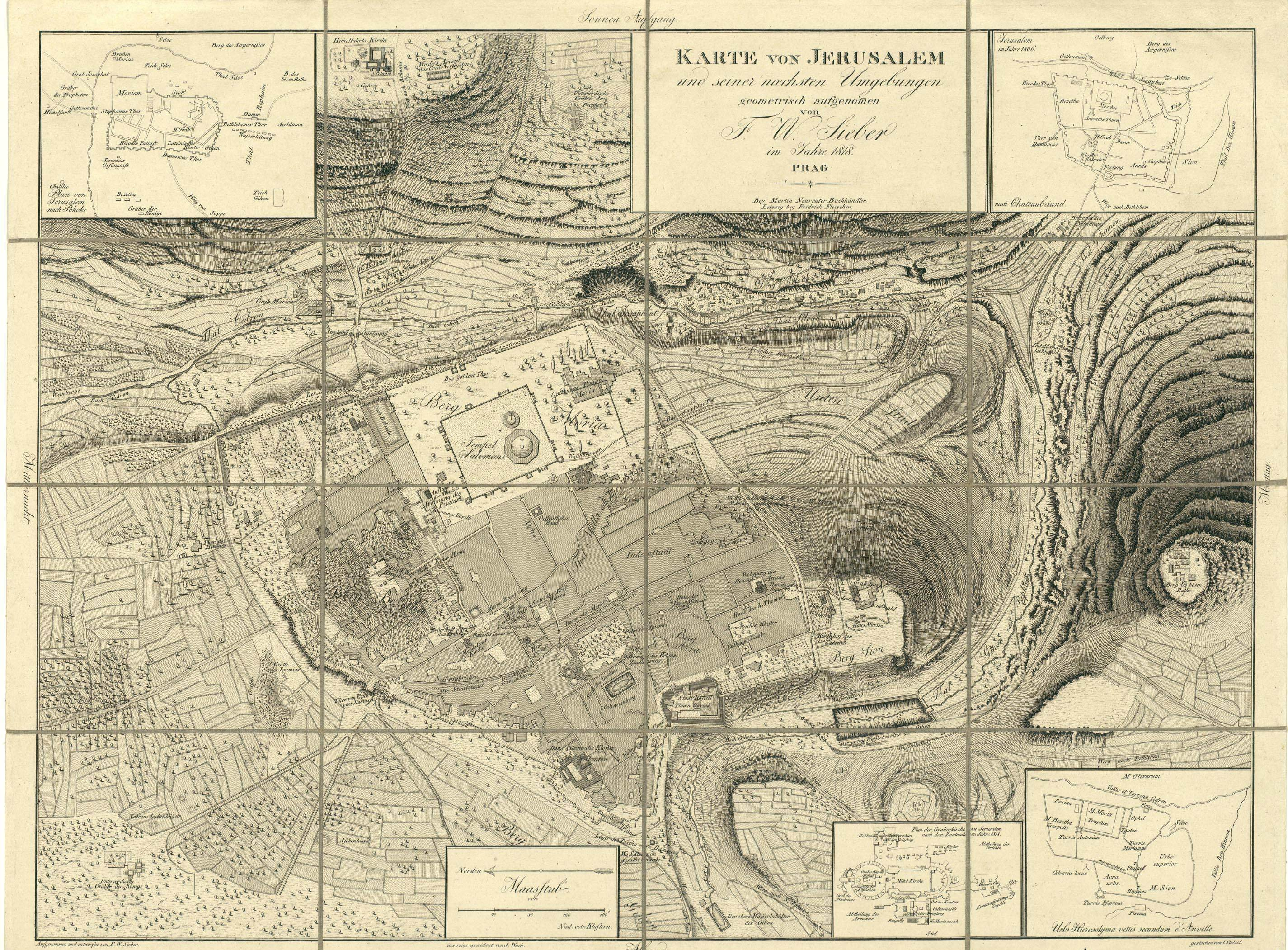
Sieber, Karte von Jerusalem und seiner naechsten Umgebungen (1818)

- Karte von Jerusalem und seiner naechsten Umgebungen, 1818
- Über die Begründung der Radicalcur ausgebrochener Wasserscheu, 1820
- Beschreibendes Verzeichniß der in den Jahren 1817 und 1818, auf einer Reise durch Creta, Ägypten und Palästina gesammelten Alterthümer und anderen Kunst- und Naturprodukte: Nebst einer Abhandlung über ägyptische Mumien, 1820
- Reise nach der Insel Kreta im griechischen Archipelagus im Jahre 1817, 1823. Digitalisierte Ausgabe Bayerische Staatsbibliothek Band 1 Band 2
- Reise von Cairo nach Jerusalem und wieder zurück: Nebst Beleuchtung einiger heiligen Orte, 1823